# Guy Verhofstadt
Guy Verhofstadt (egentlig Guy Maurice Marie Louise Verhofstadt, født 11. april 1953 i Dendermonde, Belgien) er en belgisk politiker, som er præsident for Alliancen af Liberale og Demokrater for Europa (ALDE) fra 2009 til 2019, og har været Europaparlamentsmedlem (MEP) for Belgien siden 2009. Han var Belgiens premierminister fra 1999 til 2008 og vicepremierminister samt minister for budget, forskning og overordnet planlægning fra 1985 til 1988.
Han var Alliancen af Liberale og Demokrater for Europa (ALDE) kandidat til Europa-Kommissionsformand til Europa-Parlamentsvalget 2014. I perioden fra 2016 til 2020 var han Brexitkoordinator for Europa-Parlamentet og formand for brexitstyringsgruppen.
Verhofstadt, studerede jura på universitet i Gent fra 1971-1975. Han er uddannet jurist og har arbejdet som advokat, blev allerede under studieårene i Ghent politisk engageret. Han var formand for den flamske liberale studenterorganisation i 1972-1974 og blev hurtigt sekretær for Willy De Clercq, der var formand for det flamske liberale parti, der dengang hed PPV. Verhofstadt blev partiets formand som 29-årig, i 1982.
Han var 1985-1988 minister for budget, forskning og planlægning. I 1992 var han hovedarkitekten bag en nydannelse af sit parti, der siden har haft navnet VLD. Verhofstadt trådte tilbage i 1995, da partiet ikke kom i regering, men han blev genvalgt som formand allerede i 1997. Ved valget i 1999 blev Verhofstadt statsminister, og han blev genvalgt i 2003. Han var den første liberale statsminister i landet i 61 år.
Politisk regnes han som en ivrig EU-føderalist. Han var dengang den tyske kansler Gerhard Schröder og den franske præsident Jacques Chiracs favorit til at blive præsident for Europa-Kommissionen i 2004. Men på grund af sin modstand mod Irakkrigen opnåede han aldrig støtte fra de lande, der havde støttet krigen, herunder Danmark.
Efter at landet havde været uden regering siden parlamentsvalget i juni 2007, bad Belgiens konge Verhofstadt om at bringe en "midlertidig regering" i stand, som ville sidde i tre måneder og som kunne foreslå et budget for 2008. En aftale blev truffet i december, og den midlertige regering blev påbegyndt den den 21. december 2007. Den midlertidige regering blev således Verhofstadts tredje, og den sad frem til marts 2008, hvorefter en "permanent regering" under ledelse af Yves Leterme tiltrådte den 20. marts 2008.